# Колокольцев, Владимир Александрович
Влади́мир Алекса́ндрович Колоко́льцев (род. 11 мая 1961, Нижний Ломов, Пензенская область, РСФСР, СССР) — советский и российский деятель органов внутренних дел, юрист, российский государственный деятель. Министр внутренних дел Российской Федерации с 21 мая 2012 (и. о. 8—18 мая 2018, 15—21 января 2020, 7—14 мая 2024).
Начальник главного управления внутренних дел Москвы с 7 сентября 2009 по 24 марта 2011 года. Начальник главного управления МВД России по Москве с 24 марта 2011 по 21 мая 2012 года. Генерал полиции Российской Федерации (2015). Заслуженный сотрудник органов внутренних дел Российской Федерации. Доктор юридических наук (2005).
Из-за вторжения России на Украину находится под международными санкциями Евросоюза, США, Великобритании и ряда других стран.

## Биография

Владимир Колокольцев (справа) в роли оперативника в фильме «На углу у Патриарших». 3-я серия, «Невидимый дирижёр»

Родился 11 мая 1961 года в городе Нижний Ломов Пензенской области в семье рабочего. Работал водителем погрузчика, затем машинистом насосной установки в котельном цехе фанерного завода «Власть труда» Пензенской области. В 1979 году был призван в армию, служил в пограничных войсках на границе СССР и Афганистана.
В 1982 году поступил на службу в органы внутренних дел в отдел милиции по охране дипломатических представительств иностранных государств, аккредитованных в Москве. В 1984 году назначен командиром взвода отдельного батальона патрульно-постовой службы милиции УВД Гагаринского райисполкома Москвы.
В 1985 поступил в Высшее политическое училище имени 60-летия ВЛКСМ МВД СССР, с отличием окончив его в 1989 году. После окончания училища вернулся в Москву, начал работать в ОВД оперуполномоченным отдела уголовного розыска УВД Кунцевского райисполкома Москвы. Позднее был назначен заместителем начальника 20-го отделения милиции Москвы, затем — начальником 8-го отделения милиции.
В 1992 году перешёл в Управление уголовного розыска на должность старшего оперуполномоченного 2-го отдела УУР ГУВД Москвы. В начале 1993 года назначен начальником 108-го отделения милиции Москвы. В 1994 году, находясь в данной должности, Владимир Колокольцев снялся в эпизодической роли оперативного уполномоченного в детективном телесериале «На углу, у Патриарших». В фильме его персонаж в присутствии понятых поздравляет руководителя опергруппы 108-го отделения милиции (Игорь Ливанов), что не будет «висяка», так как покойный, обнаруженный на месте происшествия, является самоубийцей, а не жертвой убийства.
В 1995 году назначен на должность начальника отдела управления уголовного розыска 2-го РУВД Центрального административного округа. В 1997 году стал начальником 4-го регионального отдела РУОП по Москве при МВД России. В 1999 году назначен на должность начальника регионального Оперативно-розыскного бюро по Юго-Восточному административному округу Центрального регионального управления по борьбе с организованной преступностью при Главном управлении по борьбе с организованной преступностью МВД России.
В 2001 году назначен начальником 3-го отдела оперативно-розыскного бюро главного управления МВД России по Центральному федеральному округу. В 2003 году назначен заместителем начальника бюро. В январе 2007 года назначен начальником Управления внутренних дел по Орловской области. В период его работы в области были предъявлены обвинения двум первым вице-губернаторам Виталию Кочуеву и Игорю Сошникову, а также нескольким главам подразделений областной администрации. Также были арестованы и приговорены к тюремному заключению некоторые активные участники так называемой «воробьёвской» ОПГ. В апреле 2009 года назначен первым заместителем начальника Департамента уголовного розыска МВД России.
7 сентября 2009 года указом президента России назначен начальником Главного управления внутренних дел Москвы. Колокольцев сменил отправленного в отставку Владимира Пронина. Ранее, 28 апреля, Пронин был снят с должности после того, как начальник ОВД «Царицыно» Денис Евсюков устроил стрельбу в московском супермаркете. Около четырёх месяцев до назначения Колокольцева обязанности начальника ГУВД временно исполнял первый заместитель Александр Иванов.
10 июня 2010 года присвоено специальное звание «генерал-лейтенант милиции».
Указом Президента Российской Федерации от 24 марта 2011 года В. А. Колокольцеву присвоено специальное звание генерал-лейтенанта полиции, и он назначен на должность начальника Главного управления МВД России по г. Москве. Этим же указом он освобождён от должности начальника ГУВД г. Москвы.
Указом Президента Российской Федерации от 21 мая 2012 года назначен Министром внутренних дел Российской Федерации, и под его руководством реформа правоохранительной системы продолжилась.
После отставки правительства в январе 2020 года, переназначен на должность министра в новом кабинете Михаила Мишустина 21 января 2020 года.
14 мая 2024 года назначен Министром внутренних дел Российской Федерации указом Владимира Путина.

## Взгляды, критика
- 10 февраля 2013 года Владимир Колокольцев, в интервью Кириллу Позднякову в передаче «Сегодня. Итоговая программа» канала НТВ, высказался в том духе, что не имеет ничего против возвращения смертной казни в России, заявив следующее:

Боюсь навлечь на себя гнев противников смертной казни, но если не как министр, а как простой гражданин, я не видел бы ничего предосудительного [в таком наказании] для подобного рода преступников
Это заявление было сделано на фоне общественного резонанса, вызванного громкими преступлениями, совершёнными накануне — похищением и убийством 8-летней Василисы Галицыной в Набережных Челнах, и похищением и убийством ещё одной девочки — на этот раз в Чечне. Это высказывание было остро раскритиковано партией «Яблоко», на сайте которой появилось предложение отправить министра в отставку, впрочем, были и те, кто заступился за право министра высказывать своё мнение.
- доктор юридических наук, тема диссертации — «Обеспечение государственных интересов России в контексте концепции национальной безопасности» (2005)[17]. Согласно анализу Диссернет[18], докторская диссертация Колокольцева содержит масштабные недокументированные заимствования из четырёх диссертаций[19]. Кроме того, экспертизы сообщества «Диссернет» показывают наличие взаимных заимствований в научных работах В. Колокольцева и бывшего главы ФСКН России Виктора Иванова[20].
- Владимир Колокольцев присутствовал на съезде партии «Единая Россия», прошедшем 7 и 8 декабря 2018 года. По мнению Павла Чикова, это является нарушением норм Федерального закона от 7 февраля 2011 года № 3-ФЗ «О полиции», запрещающих сотруднику полиции принимать участие в деятельности политических партий (часть 2 статьи 7 закона). Администратор паблика «Омбудсмен полиции» в соцсети ВКонтакте Владимир Воронцов, а позже и Илья Яшин[21] направили в связи с этим обращение в Генпрокуратуру и Администрацию президента[22][23][24]. Официальный представитель МВД Ирина Волк заявила, что Колокольцев присутствовал на съезде в качестве гостя, и это не является нарушением законодательства[25]. Член руководства «Единой России» Игорь Викторович Селиверстов заявил, что присутствие Колокольцева, не состоящего в «Единой России», на съезде партии не означает участия в нём и является личным делом министра[26].

## Семья
Женат, имеет двоих детей.
- Супруга — Вера Ивановна Колокольцева.
- Сын — Александр Владимирович Колокольцев (род. 1983), предприниматель, бывший милиционер, партнёр в ряде совместных компаний: в области недвижимости с Геннадием Степаняном и его родными («Стинком»[27], «Стрела»), в ресторанном бизнесе и поставках продовольствия («Иль форно» и «Бринде»), в IT-технологиях («ФБ групп»)[28].
- Дочь — Екатерина Владимировна Колокольцева (род. 1988), выпускница МГИМО, журналистка[29].

## Имущество
Согласно официальной декларации о доходах, с 2012 года имел доходы от 7 до 18 млн рублей в год, 3 автомобиля, 2 квартиры, 2 жилых дома и земельных участка, а также гараж. По данным издания Проект, семья Колокольцева владеет недвижимостью с кадастровой стоимостью около 2 млрд рублей, среди которой: квартира и парковочные места на Тверской, 3 квартиры и 23 парковочных места на Ленинском проспекте, квартира жены сына в Хамовниках, апартаменты в Москве-Сити, дома с участком в Усово и квартира в Заречье. По информации, размещённой изданием Проект, также на сына министра Александра ранее был оформлен особняк в Заречье стоимостью около 200 млн рублей (позднее эта информация была удалена из реестра кадастровых данных), который оказался во владении семьи почти сразу, как Владимир Колокольцев стал министром.
Сумма декларированного дохода за 2020 год составила 14 778 790,97 руб., супруги — 249 534,67 руб.

## Международные санкции
6 апреля 2018 года включён в санкционный «Кремлёвский список» США приближённых к Президенту России Владимиру Путину в связи с подозрением во вмешательстве в выборы американского президента в 2016 году. 6 апреля 2022 года, на фоне вторжения России на Украину, США расширили санкции против Колокольцева.
25 февраля включён в санкционный список всех стран Евросоюза, так как «в качестве члена Совета безопасности Российской Федерации поддержал немедленное признание Россией двух самопровозглашённых республик».
28 февраля 2022 года внесён в санкционный список Канады лиц «которые несут наибольшую ответственность за неспровоцированное и неоправданное вторжение России в Украину».
15 марта власти Великобритании ввели против него персональные санкции как против члена Совета Безопасности РФ из-за его роли в признании ДНР и ЛНР и последующей агрессии против Украины. 6 апреля 2022 года включён в санкционный список Соединённых Штатов Америки «против России за её злодеяния в Украине».
По аналогичным основаниям находится под санкциями Швейцарии, Австралии, Японии, Украины и Новой Зеландии.

## Звания
- Генерал-майор милиции (5 марта 2008).
- Генерал-лейтенант милиции (10 июня 2010)
- Генерал-лейтенант полиции (24 марта 2011)[45]
- Генерал-полковник полиции (12 июня 2013)[46]
- Генерал полиции Российской Федерации (10 ноября 2015)[47]

## Награды

### Государственные
- Орден «За заслуги перед Отечеством» III и IV степеней
- Заслуженный сотрудник органов внутренних дел Российской Федерации[48]
- Медаль «За отличие в охране общественного порядка»[49]
- Орден Александра Невского (2014)[50]

### Ведомственные
- Нагрудный знак «Почётный сотрудник МВД»[49]
- Медаль «За доблесть в службе» (МВД)
- Медаль «За отличие в службе» (МВД) I и II степеней
- Медаль «За безупречную службу» III степени
- Медаль «За заслуги в управленческой деятельности» (ФСКН) II и III степеней
- Медаль «200 лет МВД России» (МВД)
- Медаль «За боевое содружество» (ФСО)
- Медаль «За содействие» (ГФС России)
- Медаль «За особый вклад в обеспечение пожарной безопасности особо важных государственных объектов» (МЧС)
- Медаль «За боевое содружество» (МВД)
- Нагрудный знак «200 лет МВД России»

### Религиозные
- Орден Преподобного Сергия Радонежского II степени (РПЦ, 2012)[51]
- Орден Святого благоверного великого князя Димитрия Донского I степени (РПЦ, 2022) — во внимание к вкладу в укрепление церковно-государственных отношений и в связи с 60-летием со дня рождения[52]

### Региональные
- Знак отличия «За безупречную службу городу Москве» XX лет (17 мая 2011)

### Иностранные
- Орден «Достук» (12 октября 2021, Кыргызстан)[53]

### Иные
- Медаль «В память 850-летия Москвы»[49]
- Почётный гражданин города Нижний Ломов
- Почётный гражданин Орловской области (2018)[54]
- Медаль «За заслуги перед Республикой Карелия» (8 июня 2020) — за заслуги перед Республикой Карелия и её жителями, большой вклад в социально-экономическое развитие республики и активную работу в составе Государственной комиссии по подготовке к празднованию 100-летия образования Республикой Карелия[55]
- Почётный гражданин Пензенской области (10 июня 2020) — за особые заслуги перед Пензенской областью и ее населением